# Alma Bressan
Alma Bressan (Buenos Aires, 7 de abril de 1928 - Buenos Aires, 9 de diciembre de 1999) es el seudónimo de Alma De Cecco, prolífica autora de teleteatros y radioteatros argentinos, de la era de oro de la radio y televisión junto a Delia González Márquez, Nené Cascallar, Abel Santa Cruz y Alberto Migré.
Escribió al menos 20 telenovelas, más de 100 radioteatros de un mes de duración, una decena de obras teatrales y varios unitarios y especiales para la TV, algunos con la colaboración de su hermano, el dramaturgo Sergio De Cecco.
Su primer trabajo fue en 1955 con el radioteatro Pequeñas historias de amor, con Fabio Zerpa y Alba Castellanos.
Ganó el Premio para Autores Noveles, el premio Fondo Nacional de las Artes y Primer Premio Hebraica.
Fue autora de la letra del bolero Yo con usted... nada que ver, grabado por la cantante melódica mendocina Luciana.
En 1970 coescribió el guion ―junto con Juan M. Beccar y Víctor Proncet― de la película Un elefante color ilusión.
Aunque estuvo en pareja varias oportunidades, nunca se casó. Adoptó un hijo, Leonardo De Cecco, que es baterista de la banda de rock Ataque 77.

Cuando presenté historias unitarias con las que gané el premio Martín Fierro, el rating no me acompañó. Nunca sabremos si el público se inclina hacia los elementos melodramáticos porque no se le da otra cosa o si nosotros somos los culpables.
Alma Bressan, entrevista de 1980

Se le diagnosticó un enfisema pulmonar. Imposibilitada prácticamente de hablar, se refugió en su hogar y en el afecto de sus seres más cercanos. Su hijo fue su compañía más importante en los tramos más penosos de su enfermedad. En noviembre de 1999 fue internada en una clínica de Buenos Aires.
Falleció el 9 de diciembre de 1999 a los 71 años.
Sus restos fueron cremados en el cementerio de la Chacarita.

## Obras

### Televisión[1]
- 1964: Ciclo: Historias de amor. (Canal 7) "La vida que nos diste" Protagonizado por: Fernanda Mistral, Alberto Argibay y Emilio Alfaro.
- 1964: Ciclo ocho: Estrellas en busca de amor. (Canal 9). "Historia de tres encuentros" - "Tres destinos" -"El trébol de oro" - "Tres vidas para una muerte". Protagonizado por: José María Langlais, Irma Roy, Lautaro Murúa, Alba Castellanos, Ignacio Quirós, Fernanda Mistral, Alberto Argibay e Inés Moreno.
- 1966: Corazón (novela). Adaptación de la novela de Edmundo de Amicis. (Canal 13). Dirección: Manuel Vicente. Teleteatro de quince minutos de duración. Lunes a viernes de 19 a 19.15.
- 1966: Ciclo: Teatro de jóvenes: "Los que no esperan" (Canal 9). (seudónimo: Fernanda Guerrero en coautoría con Sergio de Cecco) Protagonizado por: Estela Molly, Selva Alemán y Norberto Suárez. Dirección: Wilfredo Ferrán.
- 1967: Deseaperadamente vivir (ciclo de Canal 9). "El hombre que quiso ser Dios".(teleteatro mensual) Producción Alberto Migré. Dirección: M. Reguera.
- 1968: La chica del bastón (creadora y guionista). Protagonizada por Marta González y Enrique Liporace.(canal 13). Producción Jacinto Pérez Heredia. Dirección: Roberto Denis.
- 1968: Sin amor, (Canal 13). protagonizada por Juan José Míguez, Estela Molly, Silvia Montanari y Walter Kliche. Producción: Jacinto Pérez Heredia. Dirección: Pedro Pablo Bilán.
- 1969: Yo compro a esta mujer (adaptación de "Yo compro a esa mujer" de Olga Ruilópez). Protagonizado por: Gabriela Gili y Sebastián Vilar. (Canal 13). Producción: Jacinto Pérez Heredia. Dirección: Pedro Pablo Bilán.
- 1970: Una vida para amarte. Protagonizado por: Gabriela Gili y Sebastián Vilar. (canal 13).Producción: Jacinto Pérez Heredia. Dirección: Roberto Denis.
- 1970: Nunca te diré que sí.
- 1971: Una luz en la ciudad (Canal 13). Protagonizado por: Gabriela Gili y Sebastián Vilar. Producción: Jacinto Pérez Heredia. Dirección: María Inés Andrés.
- 1971: Así amaban los héroes (Canal 13). Protagonizado por: Gabriela Gili y Sebastián Vilar. Producción: Jacinto Pérez Heredia. Dirección: Roberto Denis.
- 1971: Esta mujer es mía. Protagonizado por Gabriela Gili y Sebastián Vilar. (canal 13). Producción: Jacinto Pérrez Heredia. Dirección: Roberto Denis.
- 1974: El undécimo mandamiento.
- 1976: Tiempo de vivir, con Miguel Ángel Solá y Ana María Picchio), una tira ambientada en un barrio popular, con asistentes sociales y otros trabajadores voluntarios. Fue su telenovela preferida.(canal 13). Producción y dirección: Alberto Rinaldi.
- 1977: Vivir por amor (Canal 13). Protagonizado por Leonor Benedetto y Alberto Martín. Producción y dirección: Enrique Trobbiani.
- 1978: Mi hermano Javier (Canal 13). Protagonizado por: Claudio García Satur, Juan José Camero y Luisina Brando. Producción: Enrique Trobbiani. Dirección: Alberto Rinaldi.
- 1978. "Cumbres borrascosas".[6] (Canal 13). Adaptación para televisión de la novela original de Emily Bronte. Protagonizada por: Rodolfo Bebán, Alicia Bruzzo, Gianni Lunadei, Carlos Calvo, Susú Pecoraro, Fernanda Mistral y Eduardo Rudy. Gran superproducción, se emitió como espectacular. Producción y dirección: Edgardo Borda.
- 1979: El león y la rosa', con Claudio García Satur, Silvia Montanari, María Aurelia Bisutti, Jorge Martínez, Susú Pecoraro, Gianni Lunadei, Leonor Manso y Olga Zubarry (Canal 13). Producción: Enrique Trobbiani. Dirección: Carlos Berterreix.
- 1980: Señorita Andrea, con Andrea Del Boca y Raúl Taibo (ATC - Canal 7). Producción: Hugo Ares. Producción y dirección general: Nicolás del Boca.
- 1980/81: Hilda, con Gabriela Toscano y Claudio Gallardou (ATC - Canal 7). Dirección: Alberto Rinaldi.
- 1981: Casagrande (historia).
- 1982: Todo tuyo. (Canal 13). Protagonizado por: Silvia Montanari y Jorge Mayorano. Producción: Carlos Luzietti. Dirección: Eugenio O Higginis.
- 1982: Llévame contigo. (Canal 9).Protagonizado por: Cristina Alberó y Pablo Alarcón. Producción: Celso Durán. Dirección: Oscar Bertotto.
- 1984:  Dos vidas y un destino.Protagonizado por: Rita Terranova, Juan Leyrado, Luis Luque y Lita Soriano. (Canal 13). Dirección: Carlos Escalada
- 1984/85: Ciclo: "Sobre madres e hijas". (Canal 13). Ciclo de unitarios. Protagonizado por: María Rosa Gallo y Alejandra Da Passano. Dirección: Rodolfo Hoppe.
- 1985: Solo un hombre (Canal 9). protagonizado por Carlos Calvo, Marita Ballesteros y Mirta Busnelli. Dirección: Mario Podrabinek.
- 1986: El lobo. Protagonizado por: Arnaldo André, Marita Ballesteros, Enrique Liporace y Noemí Alan. (canal 9). Producción: Oscar Artola. Producción general: Raúl Lecouna. Dirección: Lito de Fillippis.
- 1987: Me niego a perderte (coescrita con Jorge Cavanet, Canal 9). Protagonizada por: Cristina Alberó y Horacio Ranieri.
- 1987-1990: Clave de Sol (Canal 13). Exitoso programa juvenil que lanzó a la fama a Leonardo Sbaraglia y Cecilia Dopazo entre otros. Idea y Producción general: Jorge Palaz (Como autor de la idea figuraba con el seudónimo de Eduardo Thomás) , Dirección: Jorge Palaz, Alfredo Caliñanes, Carlos Berterreix. (Realizó el guion, junto a otros autores entre 1987 y 1990: María Teresa Forero y Víctor Proncet, luego continuaron como guionistas: Jorge Maestro y Sergio Vaimann).
- 1989: La extraña dama (escrita junto a Marcia Cerretani y María José Campoamor),(CANAL 9). Protagonizada por Luisa Kuliok y Jorge Martínez; batió récords de audiencia. Producción General: Omar Romay. Dirección: Diana Álvarez, Viviana Guadarrama, Juan David Elicetche.
- 1990: Así son los míos (Canal 13). (Segunda etapa de la telenovela, cambió de protagonistas y la historia)(En coautoría con María Teresa Forero, Jorge Nuñez y Faruk). Protagonizado por: Cristina Alberó, Gustavo Garzón y Gustavo Bermúdez. Producción ejecutiva: Edgardo Borda. Dirección: Guillermo Íbalo.
- 1992 La elegida (en coautoría con María Teresa Forero, Canal 9). Protagonizado por: Andrea Barbieri y Juan Darthés. Producción: Jacinto Pérez Heredia.Alejandra Lustrini, Mario Santa Cruz. Dirección: Gerardo Mariani.
- El amor que nos negaron.
- Vivir por amor. Pritagonizado por Leonor Benedetto y Alberto Martín. Producción: Enrique Trobbiani.
- 1993-1996: Alta comedia [7][8][9] (canal 9):(En coautoría con Jorge Luis Suárez):
  - 1993: "La hija del relojero". . Producción: Francisco José Fuentebuena. Dirección: Martín Clutet. Protagonizado por: Alicia Bruzzo, Raúl Aubel y Marcos Zucker.
  - 1994: «...Y se quedaran los pájaros cantando»..Producción: Francisco José Fuentebuena. Dirección Martín Clutet. Protagonizado por: Pablo Rago, Alicia Zanca y Tincho Zabala.
  - 1994: «Un amor como ninguno». . Producción: Francisco José Fuentebuena. Dirección: Alberto Rinaldi. Protagonizado por: Patricia Palmer, Elcira Olivera Garcés y Pachi Armas.
  - 1995: «Esa vieja nostalgia». Producción: Francisco José Fuentebuena. Dirección: Alberto Rinaldi. Protagonizado por: Nora Cárpena, Carolina Papaleo, Juan Carlos Dual, Diego Olivera y Alfonso de Grazia.
  - 1995: «Lo que no nos dijimos». Producción: Francisco José Fuentebuena. Dirección: Alberto Rinaldi.Protagonizado por: Betiana Blum, Antonio Grimau, Adriana Salonia, Silvia Merlino y Pablo Novak.
  - 1996: «Fuerte como la muerte» . Producción: Francisco José Fuentebuena. Dirección: Alberto Rinaldi. Protagonizado por: Pablo Rago, Leticia Brédice y Antonio Grimau.
  - 1996: «Un solitario corazón» . Producción: Francisco José Fuentebuena. Dirección: Alberto Rinaldi. Protagonizado por: Ana María Picchio, Arturo Bonin y Rita Terranova.
  - 1996: «Lejos de mamá» . Producción: Mario Santa Cruz y Alejandra Lustrini. Dirección: María Herminia Avellaneda. Protagonizado por: Nora Cárpena, Gustavo Garzón, Virginia Innocenti, Elena Tasisto y Héctor Gióvine.

### Cine
- 1970: Un elefante color ilusión (guion coescrito junto con Juan M. Beccar y Víctor Proncet).[4] Un niño viaja desde el Chaco hacia Buenos Aires llevando con él, para protegerlo, a un elefantito que salvó de un circo.

### Teatro
- 1962: La colmena
- 1974: El undécimo mandamiento.
- 1979: Que Irene duerma, en el Teatro Nacional Cervantes. Obtuvo muy buenas críticas.